# Regeringen Hatoyama Y.
Regeringen Hatoyama Y. var Japans regering från den 16 september 2009 till den 8 juni 2010 under Yukio Hatoyamas ledning.
Regeringen kunde tillträde efter valet till Japans representanthus 2009 när Demokratiska partiet vann en historisk seger för att bli största parti. Man kunde därmed skapa en regering utan inblandning av Liberaldemokratiska partiet. Utöver Demokratiska partiet ingick även Socialdemokratiska partiet och Folkets nya parti.
Hatoyama avgick den 2 juni 2010 efter vikande opinionssiffror.

## Ministrar
- Yukio Hatoyama, Japans premiärminister, DPJ, 16 september 2009–8 juni 2010
- Naoto Kan, Japans vice premiärminister, minister för ekonomi- och finanspolitik, DPJ, 16 september 2009–8 juni 2010
- Kazuhiro Haraguchi, Japans inrikesminister, minister för lokalt självstyre, DPJ
- Keiko Chiba, Japans justitieminister, DPJ
- Katsuya Okada, utrikesminister, DPJ
- Hirohisa Fujii, Japans finansminister, DPJ, 16 september 2009–7 januari 2010
- Naoto Kan, Japans finansminister, DPJ, 7 januari 2010–8 juni 2010
- Tatsuo Kawabata, Japans utbildings- och vetenskapsminister, DPJ
- Akira Nagatsuma, hälso-, arbetsmarknads- och socialminister, DPJ
- Hirotaka Akamatsu, Japans jordbruks-, skogs- och fiskeriminister, DPJ
- Masayuki Naoshima, Japans handels- och industriminister, DPJ
- Seiji Maehara, Japans land- och transportminister, minister för Okinawa och nordliga territoriella åtgärder, DPJ
- Sakihito Ozawa, Japans miljöminister, DPJ
- Toshimi Kitazawa, Japans försvarsminister, DPJ
- Hirofumi Hirano, högste kabinettssekreterare, minister med ansvar för att minska Okinawa-basernas påverkan, DPJ
- Hiroshi Nakai, Ordförande för Nationella kommissionen för publik säkerhet, minister för frågan om bortförande, DPJ
- Seiji Maehara, minister för katastrofhantering, DPJ, 16 september 2009–12 januari 2010
- Hiroshi Nakai, minister för katastrofhantering, DPJ, 12 januari 2010–8 juni 2010
- Shizuka Kamei, Japans minister för finansiella tjänster, minister för postreform, Folkets nya parti, 16 september 2009–8 juni 2010
- Mizuho Fukushima, minister för konsumentfrågor och livsmedelssäkerhet, minister för åtgärder mot minskande födelsetal, Japans jämställdhetsminister, SDP, 16 september 2009–28 maj 2010
- Hirofumi Hirano, minister för konsumentfrågor och livsmedelssäkerhet, minister för åtgärder mot minskande födelsetal, Japans jämställdhetsminister, DPJ, 28 maj 2010–8 juni 2010
- Naoto Kan, minister för vetenskaps- och teknikpolicy, DPJ, 16 september 2009–7 januari 2010
- Tatsuo Kawabata, minister för vetenskaps- och teknikpolicy, DPJ, 7 januari 2010–8 juni 2010
- Yoshito Sengoku, minister för en ny offentlighet, DPJ, 16 september 2009–8 juni 2010
- Yoshito Sengoku, minister för administrativ förnyelse, DPJ, 16 september 2009–10 februari 2010
- Yukio Edano, minister för administrativ förnyelse, DPJ, 10 februari 2010–8 juni 2010

Denna lista hämtas från Wikidata. Informationen kan ändras där.